# Коренев, Константин Юлианович
Константин Юлианович Коренев (5.6.1900, д. Патракеевка, Архангельский уезд, Архангельская губерния, Российская империя — 13.6.1975, Ленинград) — советский военачальник, контр-адмирал СССР.

## Биография[1]
Родился в деревне Патракеевка Архангельского уезда Архангельской губернии.
1919 — окончил Архангельскую мореходную школу.
Поступил на службу в ВМФ РККА в 1920 году, с того же года член ВКП(б).
8.1920 — 5.1924 — проходил обучение в военно-морском училище.
Во время Гражданской войны в 1919 году был мобилизован на службу в Белую армию, служил в морских силах БА рулевым на тральщике, в боях против Красной армии участия не принимал.
1921 — будучи курсантом, принимал участие в подавлении Кронштадтского мятежа.
С 1924 по 1926 нёс службу на крейсере «Коминтерн», где занимал должности вахтенного начальника, 2-го помощника, старшего помощника командира.
5.1926—9.1927 — командует эскадренным миноносцем «Шаумян».
5.1930—1.1931 — на должности старшего помощника линкора «Парижская Коммуна».
С 1933 по 1939 занимает различные должности в Военно-морском училище им. М. В. Фрунзе.
5.1939 — назначен начальником высших специальных курсов командного состава ВМФ.
4.6.1940 — присвоено звание контр-адмирала.
Великую Отечественную войну Константин Юлианович встретил в той же должности. В 7.1941 был назначен председателем комиссии производившей отбор мобилизованных плавсредств морского и речного флотов и контролировала выполнение работ по их вооружению и оснащению, организацию службы на этих судах.
Под руководством К. Ю. Коренева комиссия также приняла участие в формировании Онежской и усилении Ладожской военных флотилий.
В августе и сентябре 1941 года К. Ю. Коренев командовал Кронштадской военно-морской базой и лично содействовал обеспечению операции по прорыву флота из Таллина в Кронштадт.
1942 — назначен начальником управления БП ВМФ, а с июня 1942 — начальник Высших специальных курсов командного состава ВМФ. Под руководством К. Ю. Коренева была совершена передислокация этого учебного заведения из Астрахани в Самарканд, где занятия проводили с учётом опыта Великой Отечественной войны.
После Великой Отечественной войны К. Ю. Коренев остался в прежней должности. Под его руководством была проведена большая работа по улучшению учебного процесса, научно-исследовательской и методической работы. Вышел в отставку 03.1956.
Скончался 13 июня 1975 года в Ленинграде, похоронен на Богословском кладбище.

## Награды[3]
- Орден Красного Знамени дважды — 1944, 1950
- Орден Красной Звезды — 1939
- Орден Ленина — 1945
- Орден Отечественной войны I степени — 1944
- Югославский орден «Братство и Единство» I степени — 1946
- Медали
  - «За оборону Ленинграда», «За победу над Германией в Великой Отечественной войне 1941—1945 гг.»